# Barnens bästa bibel
Barnens bästa bibel är en barnbibel skriven av Sören Dalevi, biskop i Karlstads stift, och illustrerad av Marcus-Gunnar Pettersson. Barnens bästa bibel är utgiven på Speja förlag i november 2020 och är biskop Dalevis herdabrev.
Biskop Dalevi har översatt originaltexterna på hebreiska och grekiska och sedan bearbetat dem och anpassat dem för barn tillsammans med Pettersson. Det är en bibel där både bilder och texter är gjorda för svenska förhållanden. 
Barnens bästa bibel innehåller cirka 300 illustrationer och är 272 sidor tjock. Den innehåller 43 berättelser ur Bibeln tillsammans med flera av de mest älskade psalmerna och böner. Dessutom finns en beskrivning av kyrkoåret som visar hur bibelberättelserna hänger ihop med årets högtider.
Boken fick stor uppmärksamhet, bland annat i tidningen  tidningen Vi, SVT, Expressen, Kyrkans Tidning och Dagens Nyheter och redan några veckor efter att den släpptes hade den sålt slut och trycktes i ny upplaga Dagens Nyheters recensent Lotta Olsson skrev så här: "Barnens bästa bibel är nog den bästa grundbok i kristendom jag har stött på. Här finns inte bara de stora berättelserna, utan även en rad viktiga psalmer, böner, och tio Guds bud i lättbegriplig version. Det är en allåldersbok, lämplig för alla som vill veta vad den kristna kulturen grundar sig på."
Sören Dalevi skrev själv i en krönika i Nya Wermlands-Tidningen så här om varför han ville ge ut en ny barnbibel:  "...för mig handlar det också om att ge vidare ett kulturarv som präglat det svenska samhället mer än någon annan bok de senaste tusen åren. Jag vill ge dagens barn en möjlighet att ta del av bibelns berättelser och därmed ge några pusselbitar till att förstå varför Sverige ser ut som det gör idag."
Barnens bästa bibel utsågs till Värmlands vackraste bok 2020 av Föreningen Värmlandslitteratur. I november 2021 fick Sören Dalevi och Marcus-Gunnar Pettersson motta  Karlstads kommuns kulturstipendium till Gustaf Frödings minne med motiveringen: 
”Sören Dalevi och Marcus Gunnar Pettersson får stipendiet för att de genom Barnens Bästa Bibel skapat ett verk vilket präglas av såväl en sprudlande berättarglädje som ett teologiskt djup, vilket kommer till uttryck i ett lättillgängligt och vackert språk och fantasieggande och gränsöverskridande illustrationer. På så sätt introduceras nya generationer till den mångtusenåriga tradition vår kultur vilar på - och som stöd och uppmuntran till fortsatt kulturell gärning.”
2021 släpptes en översättning av boken i Norge, Barnas bibel, och 2022 släpptes den på tyska som Unsere allerbeste Kinderbibel.